# Henri Fiévez
 Henri Fiévez, né le 9 octobre 1909 à Lourches et mort le 13 septembre 1997 à Denain, est un homme politique français.

## Biographie
Né dans une famille de mineurs, Henri Fiévez obtient un brevet d'enseignement primaire et commence sa vie professionnelle comme employé de bureau, puis technicien de la métallurgie.
il adhère aux Jeunesses communistes en 1927 puis au Parti communiste français dont il devient membre du comité fédéral du Nord en 1937. Dans le même temps, il exerce la fonction de secrétaire de section de la CGT des employés, techniciens et agents de maîtrise de Denain et environs.

### Le Résistant
En juin 1940, Henri Fiévez est chargé de réorganiser le parti communiste et la résistance dans les arrondissements de Valenciennes et Cambrai.
Il participe à la rédaction du premier cahier de revendication des mineurs et à l'organisation la grande grève des mineurs de mai-juin 1941.
En 1942, il prépare et organise la grève des métallurgistes de Fives Lille en compagnie de Marcel Bouderiez et à celle des métallurgistes du bassin de la Sambre.
Activement recherché par la police de Vichy et par la Gestapo, Henri Fiévez est arrêté le 4 août 1942 à Beuvry-les-Béthune. Il s'évade rapidement et gagne la Résistance dans la région parisienne. En 1944, il reprend sa place de chef de la résistance et organise les combats de la libération.

### L'homme politique

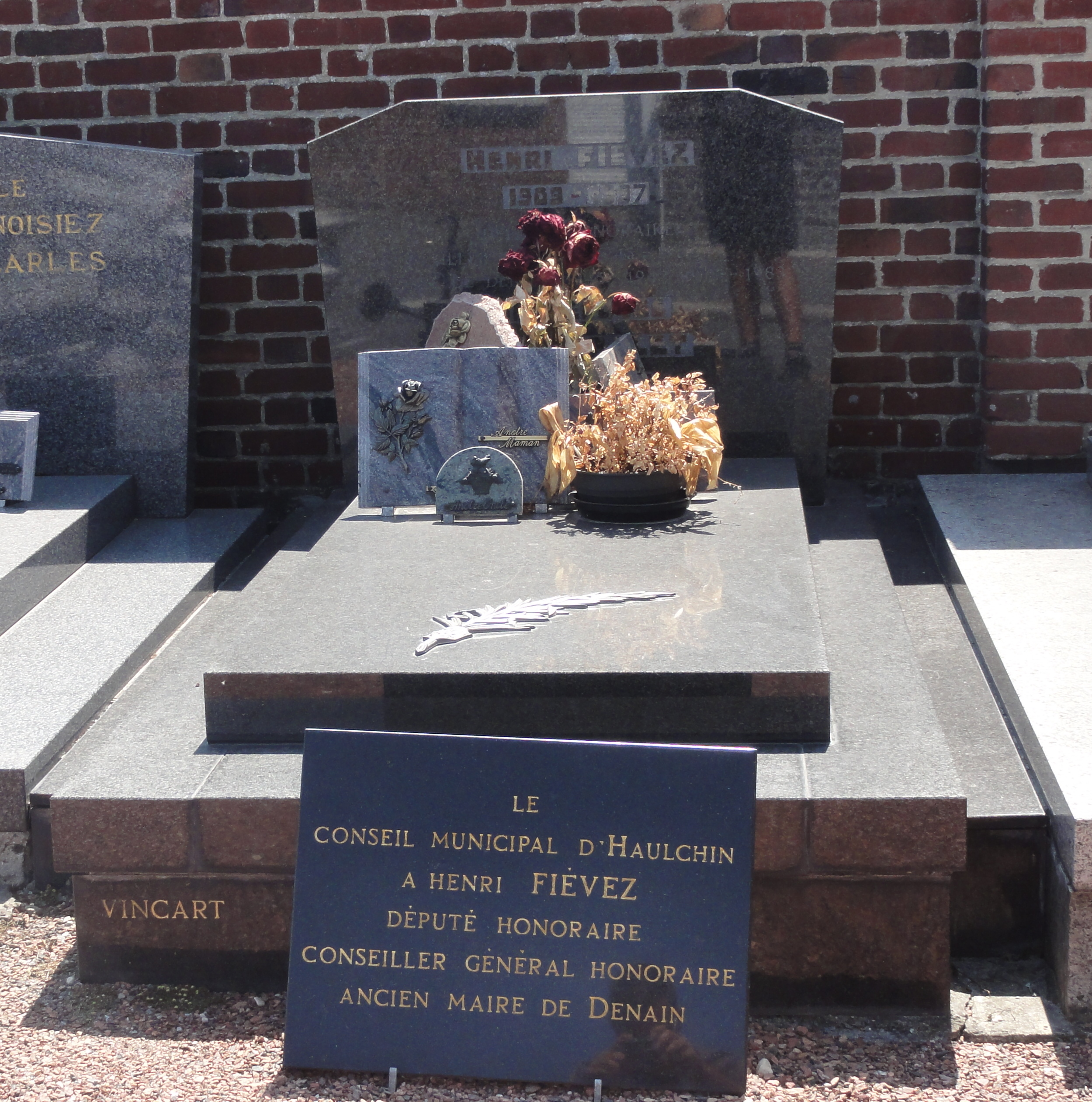
Tombe d'Henri Fiévez au cimetière de Denain.

Henri Fiévez est maire de Denain de 1945 à 1947 puis de 1977 à 1983. Durant ces deux mandats, il procède à de nombreuses réalisations ou rénovations pour la ville. Il est également conseiller général du canton de Denain de 1945 à 1982.
Henri Fiévez est élu député du Nord de 1946 à 1951 puis de 1962 à 1973. Membre des commissions des moyens de communication et du tourisme (1947), de la production industrielle (1947-1949) et de l'intérieur (1947-1949, 1951), il dépose onze textes dont notamment plusieurs à propos du statut des mineurs. En novembre 1948 il est rapporteur d'une proposition de loi portant modification de la sécurité sociale dans les mines.

## Décorations
- Croix de guerre 1939–1945 avec étoile d'argent.
- Officier de la Légion d'honneur (1991)[3].